# Elezioni generali in Uruguay del 2024
Le elezioni generali in Uruguay del 2024 si sono tenute il 27 ottobre (I turno), insieme a due referendum costituzionali, per il rinnovo della Presidenza e dell’Assemblea generale, il parlamento del paese.
Poiché, tuttavia, nessuno dei candidati è riuscito a raggiungere la maggioranza assoluta delle preferenze, un ulteriore turno di votazioni si è tenuto il 24 novembre, da cui è infine emerso vincitore, con il 52,01% delle preferenze, Yamandú Orsi del Fronte Ampio, formazione politica che ha altresì conquistato la maggioranza assoluta alla Camera dei senatori e la maggioranza relativa alla Camera dei rappresentanti.
In aggiunta, poiché la Costituzione uruguaiana non consente la rielezione immediata, il presidente uscente, Luis Alberto Lacalle Pou non ha potuto ricandidarsi.

## Sistema elettorale

### Disposizioni generali
Il voto in Uruguay è obbligatorio (Art. 77, Cost.). Difatti, coloro che non possono votare senza un motivo di esenzione valido secondo la legge sono sanzionati con una multa o con l'incapacità di svolgere varie procedure pubbliche, essendo il voto, secondo la Costituzione, non solo un diritto del cittadino, ma soprattutto un dovere in quanto tale.
In aggiunta, nel paese, nonostante si voti per organi differenti e autonomi tra loro, non è ammesso il voto disgiunto, ma anzi le elezioni si svolgono utilizzando il particolare “metodo del doppio voto simultaneo” (c.d. “Ley de Lemas”), per cui gli elettori, esprimendo un voto unico per il partito politico di loro scelta, lo fanno automaticamente per tutte e tre le istituzioni (Presidenza, Camera dei Senatori e Camera dei Rappresentanti), spesso per correggere eventuali divergenze eccessive in tema di rappresentatività, ma anche per garantire stabilità politica.

### Presidenziali
Per le elezioni presidenziali, la legge elettorale uruguaiana, prevista in principio anche dalla Costituzione (Art. 151), prevede l’applicazione di un sistema maggioritario a doppio turno: per essere eletti, infatti, è necessaria la maggioranza assoluta delle preferenze (50%+1). Tuttavia, qualora ciò non avvenga, si attua un secondo turno di votazione tra i primi due candidati.
Per presentarsi ufficialmente come candidato, poi, la medesima legge fondamentale (Art. 77), richiede anche che, oltre ad essere cittadini naturali (nato nel paese o figlio di cittadini) ed a rispettare i vari requisiti (almeno 35 anni d’età ed iscritti nel registro elettorale), ci si sottoponga ad un’elezione primaria l’ultima domenica di giugno (in questo caso il 30) al fine di giungere, per ogni formazione politica, ad un unico individuo.
In tal senso, al fine di ricevere l’appoggio, ogni partito politico deve organizzare una convention, a cui gli elettori comuni possono decidere o meno di partecipare, e dove, per essere eletti, secondo la legge, non è necessaria la maggioranza assoluta (per quanto ben auspicabile), bensì anche solo il 40% dei voti se si ha un vantaggio di almeno 10 punti percentuali sul secondo candidato (sebbene comunque siano necessari almeno 500 voti a supporto).

### Parlamentari

#### Camera dei Rappresentanti
Per l’elezione della Camera dei Rappresentanti, la camera bassa dell’Assemblea generale dell'Uruguay, la legge elettorale uruguaiana prevede l’applicazione di un sistema proporzionale ad allocazione secondo il metodo del quoziente e dei più alti resti in 19 collegi plurinominali, corrispondenti ai Dipartimenti del paese.

#### Camera dei Senatori
Per l’elezione della Camera dei senatori, la camera alta dell’Assemblea generale dell'Uruguay, la legge elettorale uruguaiana prevede l’applicazione di un sistema proporzionale ad allocazione secondo il metodo del quoziente e dei più alti resti in un collegio unico nazionale.

## Candidati principali
Di seguito sono riportati i principali candidati qualificatisi dei maggiori partiti politici, secondo i risultati delle elezioni primarie:

### Partito Nazionale
| Álvaro Delgado Ceretta                  | Valeria Ripoll                           |
| --------------------------------------- | ---------------------------------------- |
| Candidato Presidente                    | Candidata Vicepresidente                 |
|                                         |                                          |
| Segretario della Presidenza (2020–2023) | Segretaria Generale di ADEOM (2017-2023) |

Il candidato del Partito Nazionale è Álvaro Delgado Ceretta, già membro della Camera dei Rappresentanti (2005-2015), Senatore della Reppublica (2015-2020) ed segretario della presidenza (2020-2023).
Poiché la Costituzione glielo ha impedito, infatti, il presidente Luis Alberto Lacalle Pou non ha potuto candidarsi per una rielezione immediata. Delgado Ceretta, segretario della presidenza del governo Lacalle, era considerato il suo principale successore politico.
Gli altri candidati alle primarie erano l'economista ed editorialista televisiva Laura Raffo, candidata della coalizione di governo a sindaco di Montevideo alle elezioni municipali del 2020; il parlamentare di lunga data Jorge Gandini; il activista Carlos Iafigliola e Roxana Corbran.
Delgado Ceretta ha ottenuto il sostegno della maggioranza del partito e guida i sondaggi da quando ha annunciato la sua candidatura e, contestualmente, ha così ottenuto una vittoria schiacciante alle primarie nazionaliste, con oltre il 74,4% dei voti.
A causa del suo basso voto, invece, Laura Raffo (seconda precandidata per numero di voti con il 19,2%) è stata esclusa come candidata alla vicepresidenza, e così Delgado Ceretta ha ufficialmente annunciato, la notte delle elezioni, la nuova candidata alla vicepresidenza, identificata in Valeria Ripoll, già funzionaria pubblica, sindacalista e giornalista televisiva.
La decisione di includere Ripoll, tuttavia, suscitò sorpresa e occupò gran parte dei titoli dei giornali il giorno successivo, a causa del suo passato di sindacalista e di membro del Partito Comunista, oltre che il fatto che fosse iscritta al Partito Nazionale (di centrodestra) già da un anno.

### Fronte Ampio
| Yamandú Orsi                     | Carolina Cosse                |
| -------------------------------- | ----------------------------- |
| Candidato Presidente             | Candidata Vicepresidente      |
|                                  |                               |
| Sindaco di Canelones (2015–2024) | Sindaco di Montevideo (2020–) |

Il candidato del Fronte Ampio è Yamandú Orsi, già sindaco del dipartimento di Canelones (2015-2024) e Membro del Movimento di Partecipazione Popolare (MPP), fortemente sostenuto dall'ex presidente José Mujica.
Orsi è stato altresì il responsabile della campagna di Daniel Martínez nelle elezioni generali del 2019 in cui il Frente Amplio ha perso dopo quindici anni al potere., essendo essa stata segnata dalla mancanza di leader moderati storici della coalizione come l’ex presidente Tabaré Vázquez e l’ex ministro dell’Economia e vicepresidente Danilo Astori, morti rispettivamente nel 2020 e nel 2023.
La candidatura di Orsi è stata ufficializzata nel dicembre 2023 nel Congresso del Fronte Ampio, insieme a quelle del sindaco di Montevideo, Carolina Cosse, quella del senatore Mario Bergara e quella del sindaco del Dipartimento di Salto Andrés Lima. La candidatura di Cosse è stata sostenuta dall'ala più di sinistra del Fronte Ampio, come il Partito Comunista, il Partito Socialista e il Partito Operaio Rivoluzionario.
Il 16 aprile 2024, Bergara si ritira dalla corsa e ufficializza il suo sostegno a Orsi, facendo sì che i sondaggi posizionassero quindi Orsi e Cosse come i due più votati della forza politica.
Durante la campagna, sia l'ex presidente José Mujica che sua moglie, l'ex first lady ed ex vicepresidente Lucía Topolansky, hanno criticato Cosse e hanno dichiarato che il Fronte Ampio avrebbe potuto perdere le elezioni generali se fosse stata lei la candidata alla presidenza., dichiarando poi che non sarebbe riuscita a battere il Partito Nazionale perché all'interno del Paese "non la sopportavano", in relazione al fatto che Cosse concentrasse la sua politica solo nella capitale.
In questo contesto, alla fine, Orsi ottenne alle primarie il 59% dei voti, venendo proclamato candidato alla presidenza., ciononostante, la notte stessa delle elezioni, egli ha comunque annunciato Carolina Cosse (che aveva ottenuto il 39% dei voti) come candidata alla vicepresidenza, a differenza di quanto accaduto nel 2019, quando Daniel Martínez la escluse dalla candidatura alla vicepresidenza nonostante fosse stata la seconda più votata alle primarie del Fronte Ampio, cosa che ha causato problemi interni alla forza.

### Partito Colorado
| Andrés Ojeda                          | Robert Silva                     |
| ------------------------------------- | -------------------------------- |
| Candidato Presidente                  | Candidato Vicepresidente         |
|                                       |                                  |
| Legislatore di Montevideo (2010–2015) | Presidente dell'ANEP (2020–2023) |

Il candidato del Partito Colorado è Andrés Ojeda, avvocato penalista e opinionista televisivo, già membro della legislatura del Dipartimento di Montevideo (2010-2015).
Dopo l'uscita dalla politica di Ernesto Talvi, candidato alle presidenziali nel 2019, e l'età avanzata dell'ex presidente Julio María Sanguinetti, il Partito Colorado, membro della coalizione di governo di Luis Alberto Lacalle Pou, ha infatti vissuto un processo di rinnovamento dei suoi leader, iniziando a vedere Ojeda, affiliato dal 2002, come un possibile candidato nel 2021, nonostante non ricoprisse una carica politica.
Ojeda ha annunciato ufficialmente la sua pre-candidatura alle primarie l'11 novembre 2023, quando nei sondaggi rilevava al 4% dei consensi. Gli altri politici che hanno confermato la loro candidatura sono stati il deputato Gustavo Zubía, il funzionario Robert Silva, il ministro del Turismo Tabaré Viera, Guzmán Acosta y Lara, il funzionario Gabriel Gurméndez, l'ex vice ministro degli Esteri Carolina Ache e Zaida González.
Il 17 aprile 2024, Zubía si ritira dalla corsa e ufficializza il suo sostegno a Ojeda.
Da parte loro, invece, anche Acosta e Lara hanno ritirato la candidatura, in data 17 maggio, per sostenere Gurméndez.
Nella sua campagna elettorale, Ojeda ha optato per l’idea del “rinnovamento” in politica.
Alla fine, alle primarie Ojeda ha ottenuto il 39,5% dei voti, venendo proclamato candidato alla presidenza. e dichiarando che l'elezione del candidato alla vicepresidenza sarebbe stata scelta per consenso tra i precandidati e ribadito la sua intenzione di mantenere una coalizione di governo con il Partito Nazionale per il ballottaggio.
Il giorno dopo, il 1º luglio 2024, nella sede del Partito Colorado, è stato confermato che Robert Silva (il secondo più votato alle primarie colorade, con il 22,4% dei voti) sarebbe stato il candidato alla vicepresidenza.
Silva si era già candidato per lo stesso incarico alle elezioni del 2019 insieme a Talvi.

## Risultati
| Liste                                            | Candidato              | Presidenziali | Presidenziali | Presidenziali | Presidenziali | Parlamentari | Parlamentari |
| Liste                                            | Candidato              | I turno       | I turno       | II turno      | II turno      | Seggi        | Seggi        |
| Liste                                            | Candidato              | Voti          | %             | Voti          | %             | Camera       | Senato       |
| ------------------------------------------------ | ---------------------- | ------------- | ------------- | ------------- | ------------- | ------------ | ------------ |
| Fronte Ampio (FA)                                | Yamandú Orsi           | 1.071.826     | 46,12         | 1.212.833     | 52,01         | 48           | 16           |
| Partito Nazionale (PN)                           | Álvaro Delgado Ceretta | 655.426       | 28,20         | 1.119.537     | 47,99         | 29           | 9            |
| Partito Colorado (PC)                            | Andrés Ojeda           | 392.592       | 16,89         | —             | —             | 17           | 5            |
| Identità Sovrana (IS)                            | Gustavo Salle          | 65.796        | 2,83          | —             | —             | 2            | —            |
| Cabildo Aperto (CA)                              | Guido Manini Ríos      | 60.549        | 2,61          | —             | —             | 2            | —            |
| Partito Indipendente (PI)                        | Pablo Mieres           | 79.755        | 1,79          | —             | —             | 1            | —            |
| Partito Costituzionale Ambientalista (PCA)       | Eduardo Lust           | 11.865        | 0,51          | —             | —             | —            | —            |
| Assemblea Popolare (AP)                          | Gonzalo Martínez       | 10.102        | 0,43          | —             | —             | —            | —            |
| Partito Ecologista Radicale Intransigente (PERI) | César Vega             | 9.281         | 0,40          | —             | —             | —            | —            |
| Per i Cambiamenti Necessari (PLCN)               | Guillermo Franchi      | 3.183         | 0,14          | —             | —             | —            | —            |
| Partito dell’Avanzamento Repubblicano (PAR)      | Martín Pérez Banchero  | 1.909         | 0,08          | —             | —             | —            | —            |
| Totale                                           | Totale                 | 2.324.147     | 100           | 2.332.370     | 100           | 99           | 30           |
| Voti non validi                                  | Voti non validi        | 119.654       | 4,90          | 104.410       | 4,28          |              |              |
| Votanti                                          | Votanti                | 2.443.801     | 89,61         | 2.436.780     | 89,35         |              |              |
| Elettori                                         | Elettori               | 2.727.120     |               | 2.727.120     |               |              |              |

| Yamandú Orsi           |  | 46,12% |
| Álvaro Delgado Ceretta |  | 28,20% |
| Andrés Ojeda           |  | 16,89% |
| Gustavo Salle          |  | 2,83%  |
| Guido Manini Ríos      |  | 2,61%  |
| Pablo Mieres           |  | 1,79%  |
| Eduardo Lust           |  | 0,51%  |
| Gonzalo Martínez       |  | 0,43%  |
| César Vega             |  | 0,40%  |
| Guillermo Franchi      |  | 0,14%  |
| Martín Pérez Banchero  |  | 0,08%  |

| Yamandú Orsi           |  | 52,01% |
| Álvaro Delgado Ceretta |  | 47,99% |

| Riepilogo dei seggi | Riepilogo dei seggi | Riepilogo dei seggi | Riepilogo dei seggi | Riepilogo dei seggi | Riepilogo dei seggi | Riepilogo dei seggi |
| ------------------- | ------------------- | ------------------- | ------------------- | ------------------- | ------------------- | ------------------- |
|                     |                     |                     |                     |                     |                     |                     |
| FA                  | 48                  |                     |                     | PI                  | 1                   |                     |
| PC                  | 17                  |                     |                     | PN                  | 29                  |                     |
| CA                  | 2                   |                     |                     | IS                  | 2                   |                     |

| Riepilogo dei seggi | Riepilogo dei seggi | Riepilogo dei seggi | Riepilogo dei seggi | Riepilogo dei seggi | Riepilogo dei seggi | Riepilogo dei seggi |
| ------------------- | ------------------- | ------------------- | ------------------- | ------------------- | ------------------- | ------------------- |
|                     |                     |                     |                     |                     |                     |                     |
| FA                  | 16                  |                     |                     | PC                  | 5                   |                     |
| PN                  | 9                   |                     |                     |                     |                     |                     |